# Linea U2 (metropolitana di Amburgo)
La linea U2 è una delle linee della metropolitana di Amburgo.

## Stazioni
| Stazione            | Apertura | Interscambi | Note |
| ------------------- | -------- | ----------- | ---- |
| Niendorf Nord       | 1991     |             |      |
| Schippelsweg        | 1991     |             |      |
| Joachim-Mähl-Straße | 1991     |             |      |
| Niendorf Markt      | 1985     |             |      |
| Hagendeel           | 1985     |             |      |
| Hagenbecks Tierpark | 1966     |             |      |
| Lutterothstraße     | 1965     |             |      |
| Osterstraße         | 1914     |             |      |
| Emilienstraße       | 1913     |             |      |
| Christuskirche      | 1913     |             |      |
| Schlump             | 1970     |             |      |
| Messehallen         | 1970     |             |      |
| Gänsemarkt          | 1970     |             |      |
| Jungfernstieg       | 1973     |             |      |
| Hauptbahnhof Nord   | 1968     |             |      |
| Berliner Tor        | 1964     |             |      |
| Burgstraße          | 1967     |             |      |
| Hammer Kirche       | 1967     |             |      |
| Rauhes Haus         | 1967     |             |      |
| Horner Rennbahn     | 1967     |             |      |
| Legienstraße        | 1967     |             |      |
| Billstedt           | 1969     |             |      |
| Merkenstraße        | 1970     |             |      |
| Steinfurther Allee  | 1990     |             |      |
| Mümmelmannsberg     | 1990     |             |      |